# Xia Siyu
Xia Siyu (en chino: 夏思钰; 8 de enero de 2003) es una deportista china que compite en tiro, en la modalidad de rifle. Ganó una medalla de bronce en el Campeonato Mundial de Tiro de 2023, en la prueba de rifle en posición tendida 50 m mixto.

## Palmarés internacional
| Campeonato Mundial | Campeonato Mundial | Campeonato Mundial | Campeonato Mundial               |
| Año                | Lugar              | Medalla            | Prueba                           |
| ------------------ | ------------------ | ------------------ | -------------------------------- |
| 2023               | Bakú (Azerbaiyán)  | Medalla de bronce  | Rifle en pos. tendida 50 m mixto |